# 임오화변
임오화변(壬午禍變), 임오옥(壬午獄) 또는 사도세자 사건(思悼世子事件)은 1762년 7월 4일 조선 한성부 종로 휘령전(후일의 창경궁 문정전)에서 사도세자가 노론과 부왕 영조에 의해 뒤주에 갇혔다가 8일 뒤 사망한 사건이다.
아버지 사도세자의 사형 소식을 접한 세손 산(후일의 정조)가 무겸선전관 이석문 등의 도움으로 입궐하여 영조에게 아비를 살려달라 청했으나 거절당했고, 세자시강원의 사부 권정침(權正忱), 이이장(李彝章), 임성(任珹), 윤숙(尹塾), 임덕제(林德躋) 등이 입궐하여 세자의 구명을 청했으나 거절당했다. 세자는 뒤주에서 굶어죽었고,  8일 뒤인 윤5월 21일 아사한 세자의 죽음이 확인되자 영조는 세자를 복권하고 사도(思悼)라는 시호를 내렸다.

## 배경
영조는 자신의 서자인 사도세자를 엄하게 키우며 한편으로는 의심했다. 사도세자는 어렸을 때부터 아버지 영조를 크게 두려워했으며, 15세 때인 1749년부터 13년 동안 대리청정을 수행하면서 영조와 갈등을 겪었다. 심한 압박 속에 병을 얻은 사도세자는 비행을 저질렀는데, 서로 대립하는 당파였던 노론과 소론의 싸움에 그의 비행이 이용되었다.

### 영조와 사도세자 사이의 갈등
사도세자는 장인 홍봉한에게 쓴 편지에서 ‘내 나이가 15세인데 아직 명릉(할아버지인 숙종의 능)을 참배하지 못했다’고 썼는데, 이는 그가 영조의 불신을 받고 있었음을 시사한다.
영조가 병상에 있을 때 신하들이 세자에게 영조에게 약을 올릴 것을 권했지만 사도세자가 거부한 사건이 일어났다.

### 사도세자의 병과 비행
부인 혜경궁 홍씨는 한중록에서 사도세자가 옷 입기를 꺼리거나 특정 옷감을 꺼리는 의대증(衣帶症)이 있었다고 기록하였다. 한중록은 혜경궁 홍씨가 자신을 변호하기 위해 쓴 글이라고는 하지만, 증상이 구체적으로 상세하게 쓰여 있기 때문에 그 전부를 지어낸 것이라 보기는 어렵다. 사도세자가 스스로 써서 장인 홍봉한에게 보낸 편지에도 자신이 울화증이 있다고 표현하고 있다.
조선왕조실록에도 사도세자가 병이 있었다는 기록이 있고, 그의 아들 정조도 아버지의 병에 대해 언급한 기록이 있다. 또한 정조가 직접 지은 여귀를 달래는 제문에서도 "모년(某年 1762년(영조38)을 말함) 이전의 의지할 곳 없는 귀신을 제사하여, 환후(患候)가 침독(沈篤)했음을 알게 하노니,"라며 사도세자에게 죽은 억울한 원혼들에게 자신의 아버지가 병이 심했음을 알아달라고 하고 있다.
심리학자 강현식은 사도세자의 심리상태를 감정 통제가 되지 않는 조증으로 판단하며 숙종, 영조, 정조에게도 나타나는 집안 내력이라고 보았다.
사도세자는 궁녀와 궁인을 죽이는 등 비행을 저질렀다. 이것이 1762년 5월 22일(양력 6월 14일) 나경언에 의해 영조가 알게 되었다.
사도세자를 옹호하는 노론이
반대하는 소론이 논쟁을 벌였다.

## 임오화변
1762년 윤 5월 13일 영조는 세자를 폐위하여 서인(庶人)으로 만들고 뒤주 속에 가뒀다. 영조가 사도세자를 뒤주에 들어가라 하자, 무겸 선전관 이석문은 어린 세손 산을 도와 입궐하려 했으나, 수문장들이 이를 저지하였다. 그는 세손을 등에 업고 수문장들을 밀친뒤 세손을 궁으로 들여보냈다. 세손이 영조에게 가서 아비를 살려달라고 구원을 청하였다. 이때 권정침(權正忱), 이이장(李彝章), 임성(任珹), 윤숙(尹塾), 임덕제(林德躋) 등이 땅에 머리를 찧고 울며 세자의 억울함을 간하였다. 화가 난 영조는 권정침을 참형에 처하려 했으나 이석문은 선전관 홍화보(洪和輔)와 함께 이를 의로운 행동으로 여겨 명을 거부하였다.
어린 세손 산은 곧 끌려나갔고,  이석문은 엎드려 울며 물러나지 않았다. 영조는  이석문에게 뒤주에 큰 돌을 올리라고 명하였지만, 죽더라도 못하겠다며 역시 거부하고 실행하지 않았다. 1762년 5월 14일 삭탈관직당하고 의금부로 끌려갔다. 영조는 의금부에서 그를 친히 직접 국문한 뒤, 곤장 50도를 가하고 도성에서 쫓아냈다. 이 일로 이석문은 모든 도구를 버리고(盡散宦具), 도연명(陶淵明)의 귀거래사(歸去來辭)를 지어 바치고 낙향하였다.
그 뒤 동궁의 관료들이 뒤주의 틈으로 세자에게 미음(죽)과 물을 넣어주다가 발각, 영조는 이들의 출입을 금기하였다. 누군가가 세자가 갇힌 뒤주의 틈으로 미음(죽)과 물을 넣어준다는 것을 안 영조는 내관을 시켜 뒤주에 유약을 발라서 틈새, 통풍을 막는다. 영조는 선전관 구선복(具善復)을 시켜 뒤주를 감시하게 했고, 이 일로 세손 산(후일의 정조)은 구선복에게 원한을 품게 됐다.
8일 뒤인 윤 5월 21일 세자가 죽자 영조는 세자의 자리를 회복시키며 사도세자(思悼世子)라는 시호를 내렸다.

## 사건 이후
사도세자의 아들인 세손 정조는 영조의 요절한 맏아들 효장세자의 양자로 입적되었다. 1777년 재위한 정조는 자신이 사도세자의 아들이라고 선언했다. 이후 아버지 사도세자에게 장헌세자(莊獻世子)라는 시호를 올렸다. 이후에도 사도세자를 추존해달라는 상소가 계속되었는데, 그 중 1792년(정조 16) 쓰여진 것은 조선 역사상 처음으로 만 명 이상이 참여한 만인소였다.
노론은 둘로 갈라져서 사도세자의 죽음을 애도하는 시파와 그렇지 않은 벽파로 나뉘었다. 두 당파는 정조의 탕평책에 대한 입장 차이로 정쟁을 하였다.
1899년 고종이 사도세자를 왕으로 추대하였다. 그러면서 사도세자의 시호(諡號)가 장종(莊宗)이 되었고, 후에 다시금 황제로 추존되면서 장조(莊祖)로 바뀌었다.

## 같이 보기
- 조선 장조
- 조선 영조
- 조선 정조
- 이석문
- 구선복
- 윤숙
- 노론
- 벽파
- 시파